# Jerzy August Mniszech

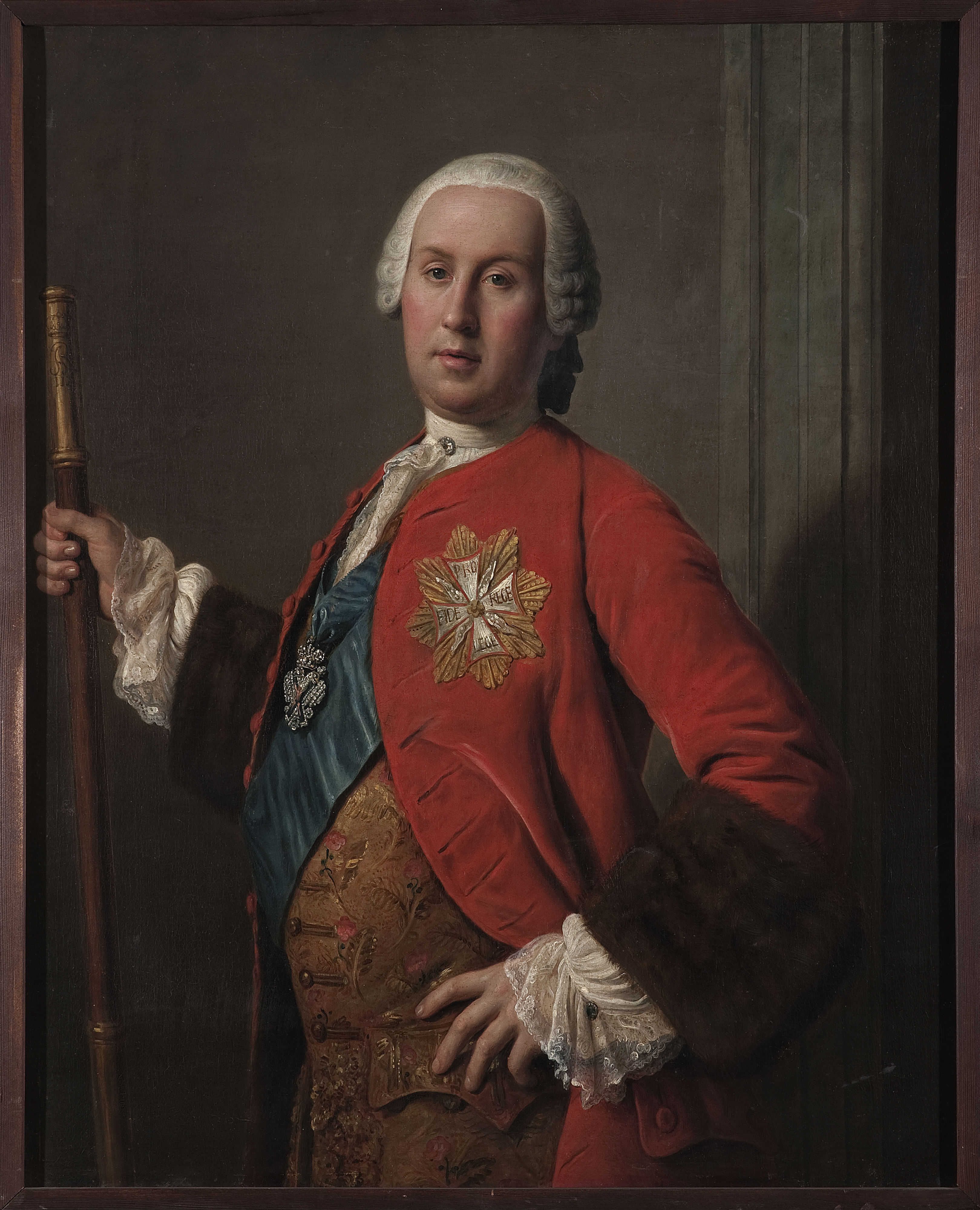
Jerzy August Mniszech

Jerzy August Mniszech (* 1715; † 15. Oktober 1778) war ein polnischer Marschall. Er war Parteigänger August III. und Heinrich von Brühls, sowie Gegner der Familia der Czartoryski . Er war Gründer der nach ihm benannten Partei Kamaryla Mniszcha. Er gilt als einer der ersten Freimaurer in Polen-Litauen.

## Leben und Wirken
Sapieha entstammte der Adelsfamilie der Mniszech. Er war ein Sohn von Józef Wandalin Mniszech und der Konstancja Tarło. Er nahm bereits 1733 als Abgeordneter am Sejm teil. Bei der Königswahl stimmte er für Stanislaus I. Leszczyński. 1734 nahm er an der Konföderation von Dzików sowie 1736 und 1740 am Sejm teil. Er gründete die Partei Kamaryla Mniszcha die die Interessen der Wettiner in Polen-Litauen vertrat. 1750 heiratete er bereits als Witwer die Tochter von Heinrich von Brühl Maria Amalia Mniszchowa, was seine Position am Königshof weiter stärkte. Er bemühte sich auch um die Gunst Russlands für seine Politik und war ein entschiedener Gegner der Reformvorhaben der Familia der Czartoryski. Den Höhepunkt seiner Macht erlangte er in den letzten Jahren der Regierung August III. zwischen 1758 und 1763. Er war ein Gegner Stanislaus II. August Poniatowskis und hielt seine Wahl 1764 für illegal. Er beteiligte sich 1767 an der Konföderation von Radom und im Folgejahr an der Konföderation von Bar. In dieser Zeit pflegte er regen Umgang mit General Kazimierz Pułaski, der den Aufstand der Konföderierten leitete. Zusammen mit seiner Ehefrau baute er den Palast in Dukla im Stil des Rokoko aus. Dort gründete er auch eine der ersten polnischen Freimaurerlogen. Als Dukla 1772 im Zuge der Ersten Polnischen Teilung an die Habsburger fiel, tauschte er seine galizischen Güter gegen Ländereien in Masowien ein. 1776 wurde er Mitglied im Ständigen Rat. Seine Tochter Józefina Amalia Potocka heiratete Stanisław Szczęsny Potocki.